# Barbara Janas-Dudek
Barbara Janas-Dudek (ur. 2 czerwca 1976 w Chorzowie) – polska poetka, animator kultury, współtwórca Portu Poetyckiego w Chorzowie.
Jest związana z Klubem Promocji Poetyckich Macieja Szczawińskiego oraz Stowarzyszeniem Promocji Sztuki Łyżka Mleka. Laureatka kilkunastu konkursów poetyckich. Gość „Artystycznych Spotkań” w radio Katowice. Juror Ogólnopolskiego Konkursu Literackiego „OKNO”. Zadebiutowała w 2009 roku tomem wierszy oczy na uwięzi. W 2011 roku nakładem Zaułku Wydawniczego Pomyłka ukazał się arkusz poetycki alfabet lęku. W roku następnym ta sama oficyna literacka wydała książkę poetycką zakład pracy chronionej, która została wyróżniona przez Polskie Towarzystwo Wydawców Książek, w kategorii Najpiękniejsza Książka Roku 2012. W 2017 w Wydawnictwie Anagram wydała tom wierszy za wcześnie na rytuały. Jej teksty ukazały się również w kilku almanachach poetyckich, ArtPub-ie, Śląskiej Strefie Gender, Pegazie Lubuskim, Toposie, Nieregularnym Piśmie Kulturalnym – Kwartalnik, Migotaniach i sZAFie. W 2019 otrzymała nominację w 7. Konkursie Poetyckim Fundacji Duży Format w kategorii po debiucie za projekt książki poetyckiej Mamidło, która ukazała się w 2020 roku nakładem Zaułku Wydawniczego Pomyłka. Tłumaczona na język bułgarski.
Barbara Janas-Dudek to również autorka monodramu zakład pracy chronionej, na podstawie którego wraz z mężem, poetą Jackiem Dudkiem, przygotowała inscenizację teatralną pod tym samym tytułem. Laureatka Nagrody Prezydenta Chorzowa w dziedzinie upowszechniania kultury (2022).

## Twórczość
Poezja
- oczy na uwięzi (Wydawnictwo TAWA, Chełm 2008)
- alfabet lęku (Zaułek Wydawniczy Pomyłka, Szczecin 2011)[8]
- zakład pracy chronionej (Zaułek Wydawniczy Pomyłka, Szczecin 2012)[9]
- za wcześnie na rytuały (Wydawnictwo Anagram, Warszawa 2017)[10]
- mamidło (Zaułek Wydawniczy Pomyłka, Szczecin 2020)

Teatr
- zakład pracy chronionej – monodram
- mamidło – klip

Antologie
- 2006-2010 Struna Orficka, Almanach Ogólnopolskiego Konkursu Poetyckiego im. Wojciecha Bąka, Ostrów Wielkopolski 2010
- Dwie strony Wiersza, Antologia Poetów Rudzkich, Ruda Śląska 2014
- Most przez czas, Wydawnictwo STAPIS 2015, ISBN 978-83-7967-020-8.
- Antologia Anagramu, wiersze wybrane 2006-2018, Wydawnictwo Anagram, Warszawa 2018
- AKO TБPCИШ ЛЮБAX, FastPrintBooks, 2018
- Złączeni Słowem, Międzynarodowa Antologia Festiwalu Poezji Słowiańskiej, Czechowice-Dziedzice 2019, ISBN 978-83-64784-66-8.
- Strefa Wolna, wiersze przeciwko nienawiści i Homofobii, Warszawa 2019, ISBN 978-83-954663-3-5.
- 111. Antologia Babińca Literackiego (2016-2019), Fundacja Duży Format, Warszawa 2020, ISBN 978-83-66584-00-6.

Wywiady
- „Chociaż nadal budziła się z krzykiem”, Teatr Myśli #2, 2019[11]
- „Otworzyłam drzwi w niewiadome...” Poeci Polscy 2018[12]
- Śląska Strefa Gender 2012[13]